# Mostafa Mohaghegh Damad
Pour les articles homonymes, voir Damad.
Le Sayyid Mostafa Mohaghegh Damad (persan : سید مصطفی محقق داماد) est un clerc et savant chiite usuli iranien, né en 1945 à Qom.

## Biographie
Né en 1945 à Qom, il est le fils du marja Mohammad Mohaghegh Damad et le petit-fils d'Abdul-Karim Haeri Yazdi, le fondateur du séminaire de Qom. Il est l'époux de la fille de Mirza Hashem Amoli (en).
Il suit une formation religieuse en littérature arabe, études du Coran et des hadîths, philosophie et théologie islamiques et jurisprudence à l'école Faziyeh de Qom. Il obtient un diplôme d'ijtihad en 1970. Il ressort aussi diplômé en philosophie islamique de l'université de Téhéran en 1969. Après cela, il décroche une maîtrise en jurisprudence islamique dans la même université en 1980. En 1996, il obtient un doctorat à l'université catholique de Louvain, en Belgique.
Il devient membre de l'Académie des sciences d'Iran (en) en 1988, puis professeur à la faculté de droit de l'université Shahid Beheshti en 2007. Il aurait aussi exercé plusieurs autres fonctions en Iran, comme celles de chef de l'Organisation d'inspection d'État, directeur du département des études islamiques de l'Académie des sciences d'Iran, ainsi que directeur de commissions juridiques nationales,,.
En septembre 2005, il prononce aux États-Unis un discours rédigé par un docteur américano-iranien, dans lequel il affirme qu'il n'y a pas de contradiction entre la Déclaration universelle des droits de l'homme et la jurisprudence islamique, qu'aucune obligation n'est permise en religion, et que l'apostasie doit être punie seulement si elle comprend des actions portant atteinte à l'ordre public. Il déclare que « le gouvernement ne doit rien imposer au peuple, pas même la prière quotidienne ».
En octobre 2010, en tant que représentant de la communauté chiite, le Sayyid Damad prononce un discours devant l'Assemblée pour le Moyen-Orient du Synode des évêques de l'Église catholique, dans lequel il parle des « rapports entre le christianisme et l'islam » comme étant « basés sur les inspirations et les propositions du saint Coran » et « fondés sur l'amitié, le respect et la compréhension mutuelle ». Selon lui, ces relations sont « sans aucun doute importantes pour la paix dans le monde ». Damad exprime sa gratitude envers le pape Benoît XVI pour son soutien aux relations islamo-chrétiennes.